# Экономика Монголии
Экономика Монголии развивается наиболее динамично из всех стран мира. Республика представляется едва ли не самым перспективным рынком сбыта не только в  Северо-Восточной Азии, но и во всем Азиатско-Тихоокеанском регионе.
Эксперты Всемирного банка, Международного валютного фонда, «Frontier Securities» и других международных организаций относят Монголию к числу стран, которые в краткосрочной перспективе будут развиваться наиболее высокими темпами. По прогнозам специалистов Всемирного банка, в ближайшие десять лет экономика Монголии будет расти в среднем на 15 % в год.
Так, по данным государственного комитета статистики Монголии, на которые ссылается информационное агентство «Синьхуа», реальный рост ВВП страны в 2011 году составил 17,3 %, а номинальный и вовсе достиг цифры в 27,8 %. Для сравнения: в Китае тот же показатель составил 9,2 %, в Индии — 7,8 %, а в России, по информации Федеральной службы государственной статистики, — 4,3 %.

## Основная информация
Хотя большее число людей проживает в городах, экономика Монголии сосредоточена в таких отраслях, как добыча полезных ископаемых и сельское хозяйство. Такие минеральные ресурсы, как медь, уголь, молибден, олово, вольфрам и золото составляют значительную часть промышленного производства страны.
В 2012 году 39 % населения жило ниже уровня бедности, в 2013 году этот показатель сократился до 22,4 %.
В 2005 году доходы составили 702 млн $, а расходы — 651 млн $. ВВП по паритету покупательной способности составил 15,746 млрд $ в 2012 году. Инфляция составляет 9,5 % на 2005 год.
С 2008 г. по 2012 г. экономика сильно росла, и ВВП вырос до 13 млрд долл. В 2015 экспорт составил примерно +600 млн долл, а в 2021г ~1,3 млрд долл.
ВВП на душу населения вырос с 2042 $ в 2000 году до 6631 $ в 2014 году.
ВБ прогнозировал рост экономики Монголии в 2020 ~ +7 %, в 2021 - +6,5 % ВВП.
Экономика Монголии зависит в основном от горнодобывающей промышленности и составляет 25 % ВВП, и составляет 90 % от общего дохода страны. 

### Структура ВВП
В 2011 году структура ВВП Монголии была следующей:
| Отрасль                                      | %      |
| добыча полезных ископаемых                   | 20 %   |
| сельское хозяйство, лесоводство, рыболовство | 16,6 % |
| транспорт и хранение                         | 13,9 % |
| оптовые и розничные продажи                  | 13,8 % |
| обрабатывающие производства                  | 7,2 %  |
| недвижимость                                 | 5,2 %  |
| информационные технологии и связь            | 4,8 %  |
| остальное                                    | 18,6 % |

### Занятость
Трудоспособного населения в 2003 году — 1,488 млн человек. Безработных — 8,7 % в 1994 году, 3,5 % в 2003 году, 2,8 % в 2008 году, 10,4 % в 2013 году, 8,8 % в 2014.
Структура занятости:
| Отрасль                           | %     |
| сельское хозяйство/животноводство | 42 %  |
| услуги                            | 29 %  |
| торговля                          | 14 %  |
| производство                      | 6 %   |
| частный сектор                    | 5 %   |
| горно-добывающая промышленность   | 4 %   |
| иное                              | 3,7 % |

## Природные ресурсы

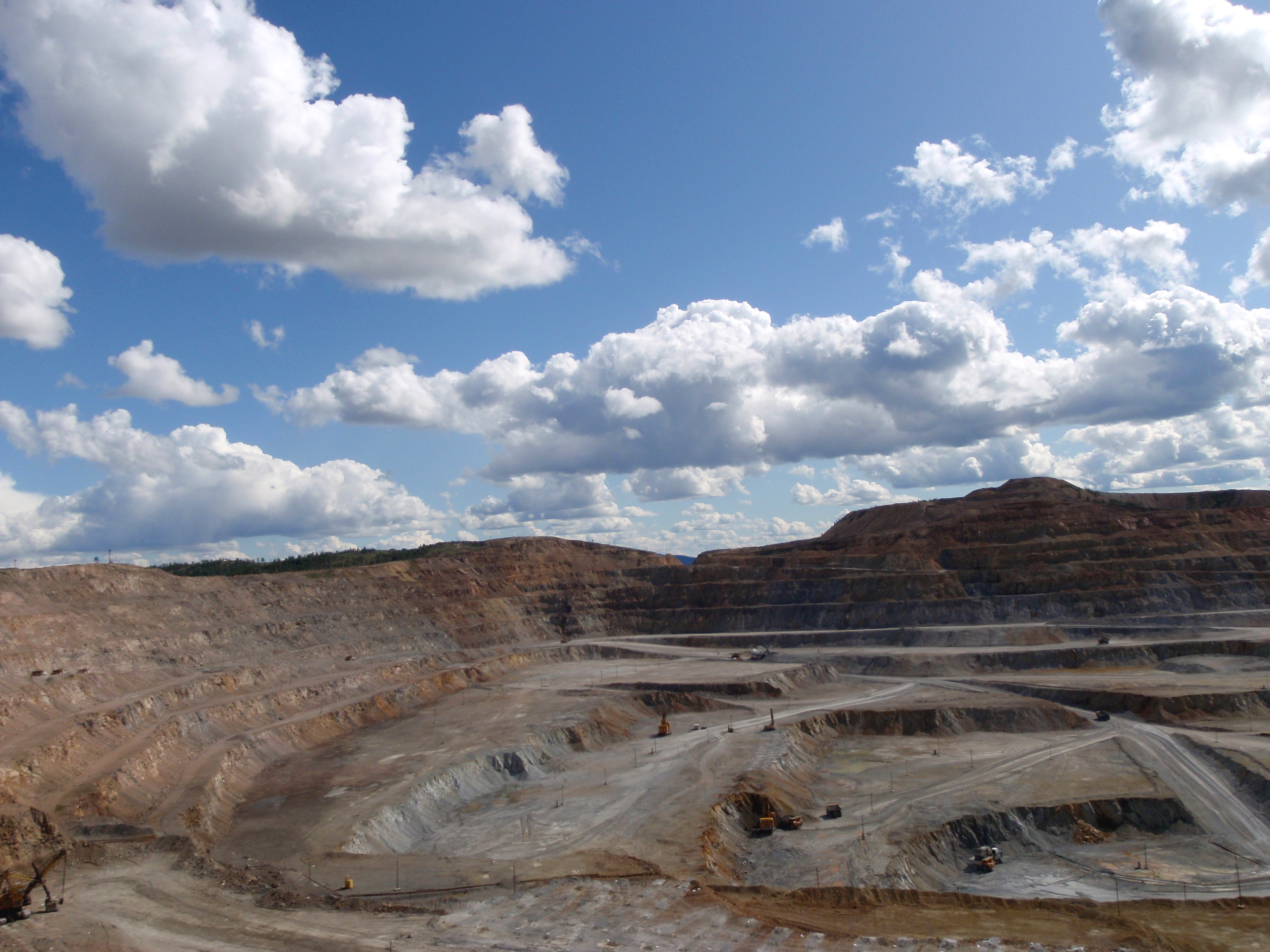
Эрдэнэтский медно-молибденовый комбинат

По природным ресурсам Монголия является богатой страной.
В Монголии имеются 3 месторождения бурого угля (Налайха, Шарынгол, Баганур).
На юге страны в районе горного массива Таван-Толгой обнаружен высококачественный каменный уголь (месторождение Таван-Толгой), геологические запасы которого исчисляются миллиардами тонн. Давно известны и разрабатываются средние по запасам месторождения вольфрама и плавикового шпата.
Медно-молибденовая руда, найденная в Горе Сокровищ (Эрдэнэтийн овоо) привела к созданию горно-обогатительного комбината, вокруг которого был выстроен город Эрдэнэт.
Также в стране есть одно из крупнейших мировых золоторудных месторождений Оюу-Толгой.
В начале 2010-х отмечался особый интерес инвесторов к территориям Монголии, поскольку 70 % земель этой страны до сих пор не изучены геологами.

## Отрасли экономики

### Промышленность
Промышленный рост составил 4,1 % в 2002 году. Основные отрасли промышленности - производство строительных материалов, текстильная, шерстяная, суконная, овчинно-шубная, кожевенная, мясоперерабатывающая. Монголия занимает 2-е место в мире по производству кашемировой шерсти.

#### Машиностроение
Машиностроение в Монголии появилось сравнительно недавно, в 2006 году, когда в Улан-Баторе начал обслуживать пассажиров первый троллейбус, произведённый монгольской компанией «Цахилгаан тээвэр» — это был первый троллейбус в стране, созданный монгольскими инженерами, и с тех пор значительно продвинулось.
С 2009 года компанией «Электротранспорт» производятся дуобусы JEA800-E разработанные монгольскими конструкторами. Машины экспортируются в Киргизию и Казахстан. Заказы на это транспортное средство также поступили из Чехии, Узбекистана и нескольких стран Азии.
В 2012 году инженеры Ё. Энхтөр, Ж. Адилбиш, О. Энхбаатар из национального авиаперевозчика MIAT Mongolian Airlines собрали первый монгольский самолёт. Этот одноместный самолёт называется «Сон-1». В настоящее время на нем производятся испытательные полеты.
Однако преподаватель Монгольского университета науки и техники С. Манас заметил, что, построение пилотируемых летательных аппаратов — это очень дорого — и он специализируется на беспилотных самолётах. Его «Giant Club» насчитывает более 80 активистов, и они работают над проектом БЛА, который может летать на высоте от 200 до 400 метров и следить за безопасностью окружающей среды и экологии. Он считает, что массовое производство таких ЛА может принести большой вклад в экономику Монголии. Финансированием проекта занимается государство.
В 2013 году Белоруссия и Монголия договорились о создании совместного предприятия по производству тракторной техники.
Также в Монголии есть предприятие, занимающееся разработкой автожиров и дельталётов.
Производство трамваев на резиновых колесах к 2018 году планировала запустить монгольская компания «Электротранспорт». Новый вид общественного транспорта будет называться «Система BRT». Такой автопоезд за одну поездку сможет перевозить от 300 до 450 пассажиров. На производство нового вида пассажирского транспорта запланировано выделить 212 млн долларов, которые готов предоставить Азиатский банк развития.

### Энергетика

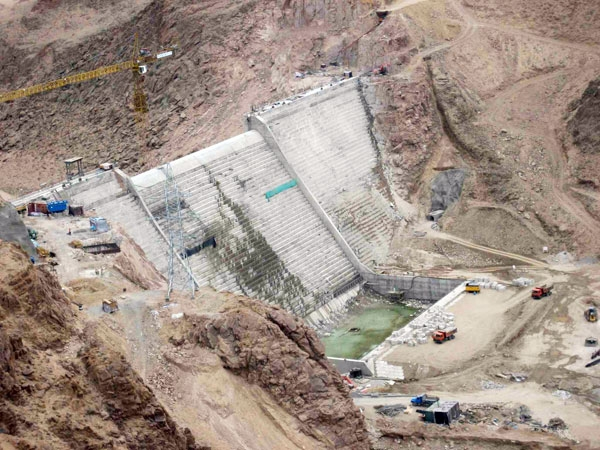
Тайширская ГЭС

Суммарные запасы энергоносителей оцениваются в размере 1,917 млрд тут (в угольном эквиваленте). На конец 2019 года электроэнергетика страны в соответствии с данными EES EAEC характеризуется следующими показателями. Установленная мощность-нетто электростанций — 1486 МВт, в том числе: тепловые электростанции, сжигающие органическое топливо (ТЭС) — 81,4 %, возобновляемые источники энергии (ВИЭ) — 18,6 %. Производство электроэнергии-брутто — 6900 млн. кВт∙ч, в том числе: ТЭС — 93,0 % , ВИЭ — 7,0 %, Конечное потребление электроэнергии — 6847 млн. кВт∙ч, из которого: промышленность - 62,1 %,  транспорт — 4,2 %, бытовые потребители — 24,0 %, сельское, лесное хозяйство и рыболовство — 1,1 %, другие потребители — 8,7 %. Показатели энергетической эффективности за 2019 год: душевое потребление валового внутреннего продукта по паритету покупательной способности (в номинальных ценах) — 12730 долларов, душевое (валовое) потребление электроэнергии — 2077 кВт∙ч, душевое потребление электроэнергии населением — 498 кВт∙ч. Число часов использования установленной мощности-нетто электростанций — 4064 часов.

### Сельское хозяйство
Из-за сурового континентального климата Монголии, сельское хозяйство остаётся уязвимым для стихийных бедствий в виде сильной засухи или холода. В стране мало пахотных земель, но зато около 80 % территории используется как пастбища. Большинство сельского населения занято выпасом домашнего скота, состоящего из овец, коз, крупного рогатого скота, лошадей и верблюдов. Это единственное в современном мире государство, в котором основная отрасль — кочевое животноводство. Разводят овец, крупный рогатый скот, лошадей и верблюдов; в высокогорных и таежных районах — яков и оленей. Монголия имеет большее количество скота на душу населения, чем любая другая страна в мире. Всего более 50 млн голов скота в 2015 году. Также выращивается пшеница, картофель и другие овощи, кроме того, помидоры и арбузы.

#### Пастбищное животноводство

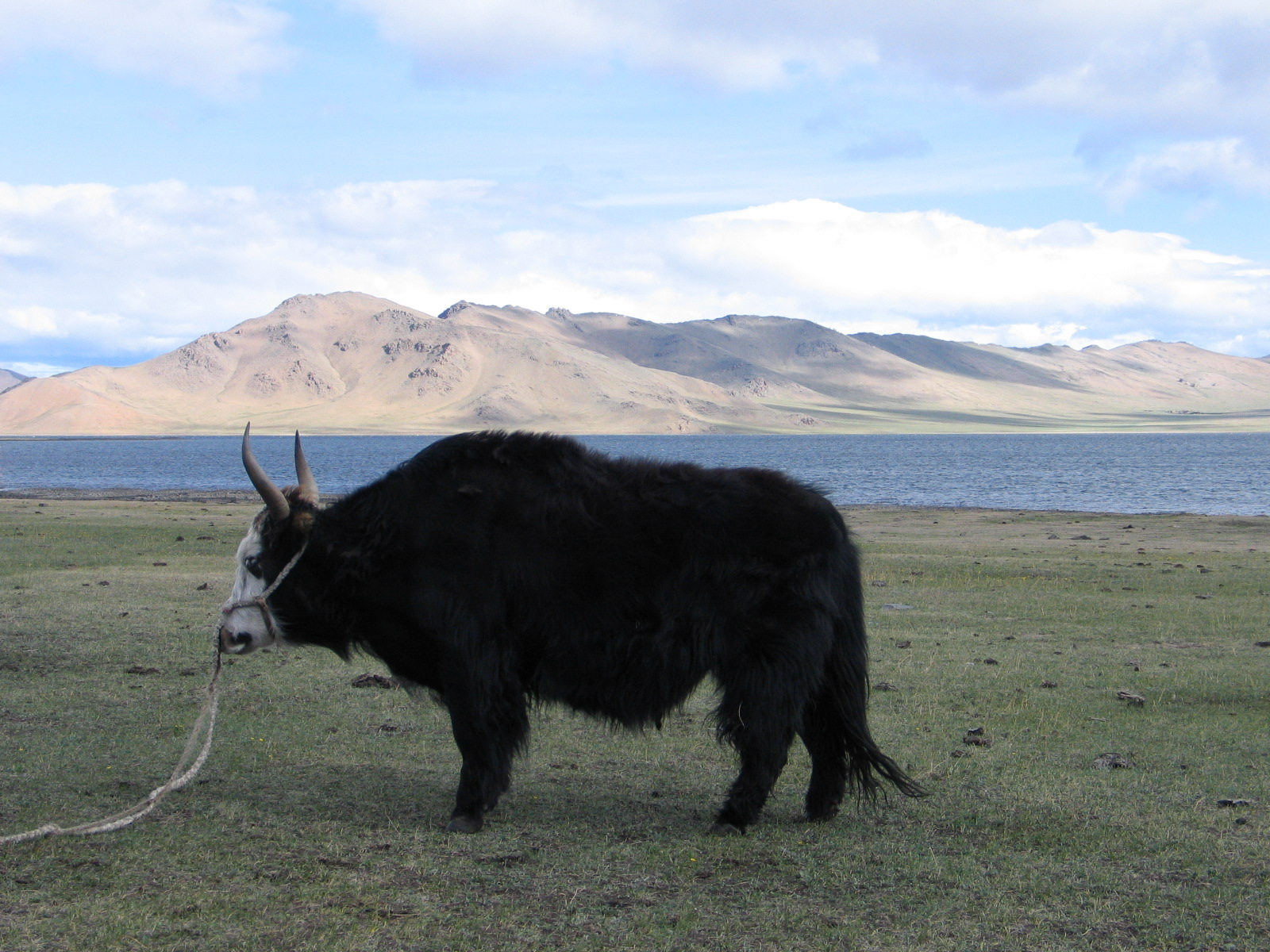
Монгольский як

В 2000-е годы произошло существенное сокращение численности скотоводов-аратов: с 389,8 тыс. человек в 2004 году до 289,7 тыс. человек. Пастбищное животноводство по-прежнему остаётся важным видом хозяйственной деятельности. Согласно Переписи 2012 года в Монголии (на декабрь 2012 года) насчитывалось 40,9 млн голов скота: лошадей — 2330,4 тыс. гол., КРС — 2584,6 тыс. гол., верблюдов – 305,8 тыс. гол., овец – 18 141,4 тыс. гол., коз – 17 558,7 тыс. гол. В последние годы произошла концентрация скота в руках небольшого числа семей: в 2012 году насчитывалось 3630 скотоводческие семьи, каждая из которых владела более, чем 1000 голов скота.
На основании принятого в 1990 закона об иностранных инвестициях граждане других государств получили возможность владеть акциями различного типа предприятий — от фирм со 100-процентным иностранным капиталом до совместных компаний. Были приняты новые законы, касающиеся налогообложения и банковских операций, кредита и долговых обязательств. В мае 1991 вступил в действие закон о приватизации, по которому государственная собственность могла переходить в руки «законопослушных» граждан (то есть тех, кто ранее не совершал серьёзных преступлений), постоянно проживающих в стране. Каждому гражданину был выдан особый инвестиционный купон, который можно было купить, продать или вручить любому другому лицу. Держатели подобных купонов становились активными участниками специальных аукционов, с помощью которых приватизировалась государственная собственность. Позднее в 1991 были ликвидированы «госхозы» и кооперативные животноводческие объединения, началась передача в частную собственность земли и скота. Более 98 % скота является частной собственностью.

#### Земледелие
Количество пахотных земель в стране крайне мало. В основном эти территории сосредоточены вокруг крупных городов на севере страны.

## Транспорт
В Монголии есть автомобильный, железнодорожный, водный (речной) и воздушный транспорт.

### Железнодорожный транспорт

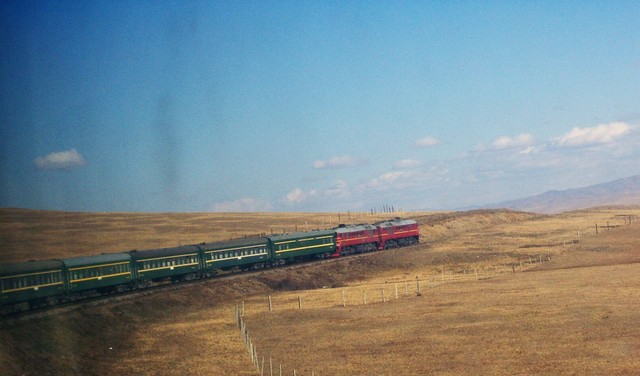
Поезд трансмонгольской железной дороги в пустыне Гоби

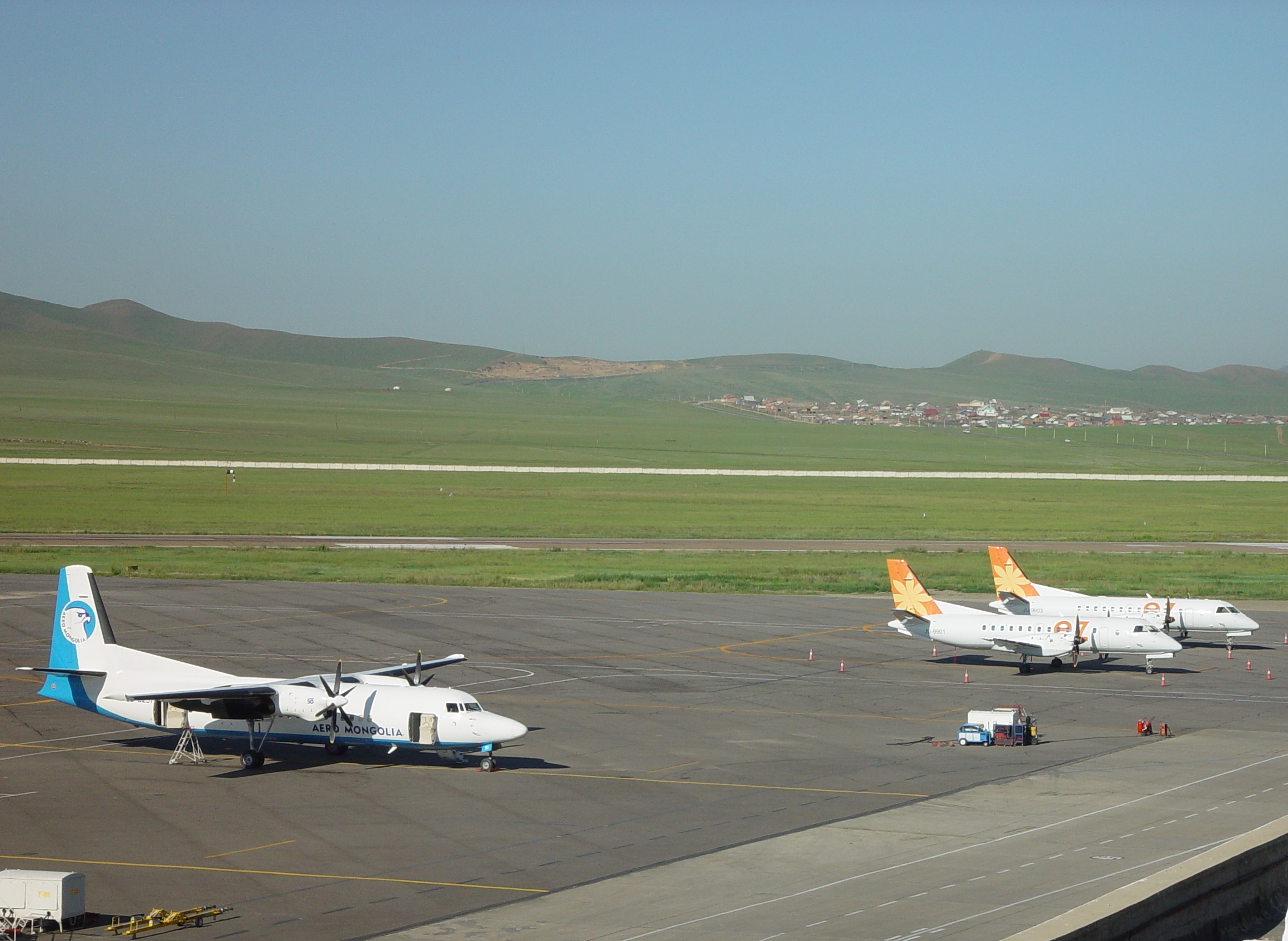
Самолёты монгольских внутренних авиаперевозчиков

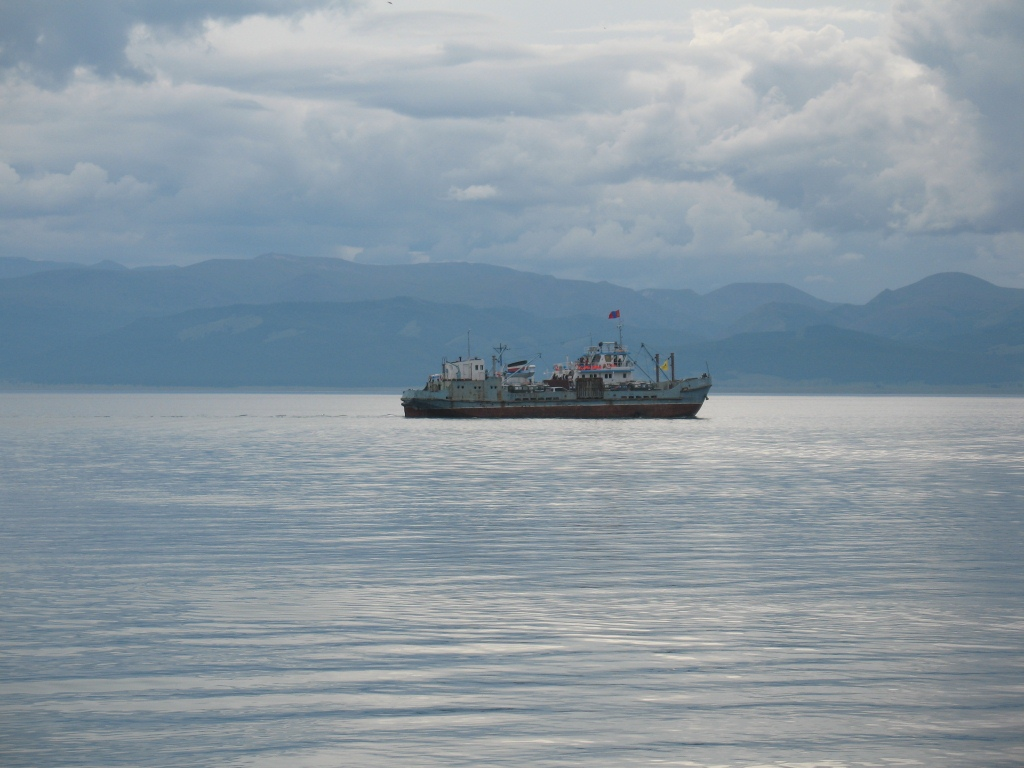
Флагман монгольского флота — теплоход «Сухэ-Батор»

В 1915 году монгольский император Богд VIII Жавзандамба впервые издал указ, обращённый министру Великого Хурала и членам Хурала, о развитии горно-добывающей промышленности и строительстве железной дороги.
В Монголии две основные железнодорожные магистрали: железная дорога Чойбалсан-Борзя связывает Монголию с Россией, а Трансмонгольская железная дорога начинается с Транссибирской железной дороги в России в городе Улан-Удэ, пересекает Монголию, проходит через Улан-Батор, а затем через Замын-Уудэ уходит в Китай на Эрэн-Хото, где присоединяется к китайской железнодорожной системе.
Монгольская железная дорога берёт своё начало от узкоколейной железной дороги протяжённостью в 43 километра, построенной в 1938 году от Улан-Батора до шахты на станции Налайх.
Стратегическая трасса Наушки — Улан-Батор (400 км) стала[когда?] первой гудронированной[уточнить] дорогой Монголии. В 1949 году завершилось строительство отрезка железной дороги, связавшего Улан-Батор с Транссибирской магистралью на территории Советского Союза.
Монгольская железная дорога соединяет два государства, Россию и Китай. Это кратчайший путь, соединяющий Азию и Европу.
Общая протяжённость железных дорог Монголии на 2004 год — 1810 км.

### Автомобильные дороги
Большинство сухопутных дорог в Монголии — гравийные или грунтовые. Есть дороги с твёрдым покрытием от Улан-Батора к русской и китайской границе, и от Дархана. Общая протяженность автомобильных дорог в 2002 году — 49 256 км. Из них:
- С твёрдым покрытием — 8874 км.
- Без твёрдого покрытия — 40 376 км.

В настоящее время активно строятся новые магистрали, модернизируются старые.

### Авиационный транспорт
В Монголии насчитывается около 80 аэропортов, но посадочные полосы с твердым покрытием имеют лишь 11. Расписание может меняться часто из за сильных ветров.
В Монголии зарегистрировано около 10 авиакомпаний, владеющих в общей сложности около 60 самолётами и 30 вертолётами. Действует воздушное такси. Авиация в стране активно развивается. Строятся новые аэропорты международных стандартов, модернизируются старые.

### Водные системы и флот
Протяжённость водных путей — 580 км. Для судоходства доступны реки Селенга, Орхон и озеро Хубсугул. Монголия является второй (после Казахстана) по территории страной в мире, не имеющей прямого выхода ни к какому океану. Тем не менее, это не помешало ей в феврале 2003 года зарегистрировать свой судовой регистр (The Mongolia Ship Registry Pte Ltd). В настоящее время под монгольским флагом уже ходит более 400 судов и каждый месяц их число увеличивается примерно на 10.

### Туризм

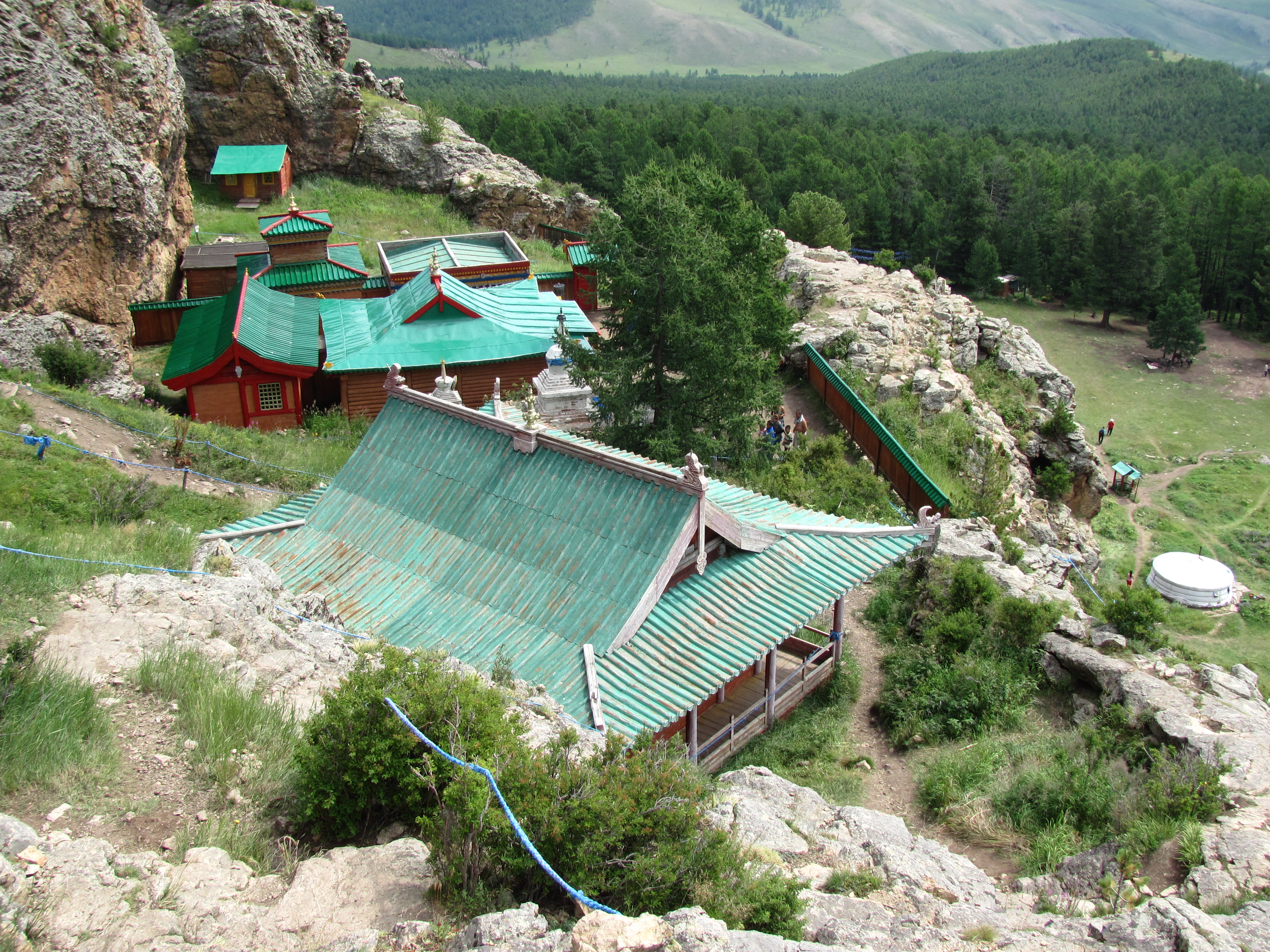
Туристов в страну привлекает большое число исторических памятников, буддийских монастырей, а также нетронутая природа. На фотографии — буддийский монастырь Тувхен-хийд

В стране присутствует множество гостиниц, популярность среди туристов растет. В Монголии есть два горнолыжных курорта.
В 2012 году Монголию посетило 626 тысяч человек, из которых 457 тысяч были иностранными туристами. Доходы туристической сферы составили $282 000 000.
Популярность Монголии среди туристов возросла в последние годы. В 2010 году количестве посетивших Монголию интуристов увеличилось на 11,4 % по сравнению с подобным показателем 2009 года. В составе интуристов лидируют граждане Китая, России, Южной Кореи, Японии, США. За ними следуют туристы из Франции, Германии и Австралии. В 2011-2012 годах резко увеличилось число американских туристов. 
К 2015 году в планах Монголии принять до 1 миллиона иностранных туристов. В настоящее время в Монголии действуют около 650 туроператоров.
В 2019 был рекордный туристический поток с примерно ~480тыс туристов, планируется увеличение до млн туристов и прибыли +1млрд долл\год. 

## Внешняя торговля

### Экспорт
Медь и концентрат молибдена, флюорит, кашемир, шерсть, кожа, одежда, кожаные изделия, мясо являются основными экспортными товарами. Недра страны богаты минеральными ресурсами, включая обширные залежи угля, железной руды, олова, меди, урана, нефти, цинка, молибдена, фосфора, вольфрама, золота, флюорита и полудрагоценных камней.
В 2004 году экспорт составил $853 млн
В 2005 году экспорт направлялся в: Китай — 48,1 %, США — 14,2 %, Канада — 11,6 %, Великобритания— 8,3 %, Южная Корея — 6,2 %.
В 2011 году географическая структура монгольского экспорта была следующей: Китай — 82 %, Канада — 8 %, страны Евросоюза — 4 %, Россия — 3 %, Южная Корея — 1 %, другие страны — 2 %.
В 2012 году монгольское руководство стала не устраивать экспортная зависимость от Китая. В связи с этим, пишет РБК, монгольские власти начали приостанавливать проекты с этим государством. Одним из поводов для этого стало желание китайской алюминиевой компании «Chalco» получить контрольный пакет акций одного из крупнейших поставщиков монгольского угля в КНР. Владимир Грайворонский, зав. сектором Монголии Института востоковедения РАН оценил ответные действия монгольских властей как «демонстрацию недовольства» из-за того, что 2012 год оказался предвыборным годом, возможно, власть хочет показать электорату, что не намерена раздавать ресурсы.

### Импорт
Импортом являются в первую очередь нефтепродукты, промышленное и индустриальное оборудование, потребительские товары.
В 2004 году импорт составлял $1 млрд.
В 2005 году импортные товары поступали из России (34,5 %), Китая (27,4 %), Японии (7,1 %), Южной Кореи (5,3 %).
В настоящее время Монголия постепенно избавляется от импортной зависимости. К примеру, в ближайшее время в городе Дархан будет открыт первый в Монголии нефтеперерабатывающий комбинат.

## Телекоммуникации

Blue Sky Tower и Central Tower — одни из множества небоскрёбов в центре монгольской столицы

Все гостиницы в Улан-Баторе имеют центры с международной телефонной связью, факсом и интернет-услугами.
Стационарных телефонных линий 142 300 штук в 2004 году. Абонентов сотовой связи — около 900 000. 4 сотовых операторов: МобиКом (GSM), СкайТел (CDMA), ЮниТел (GSM) и Джи Мобайл (CDMA).
Радиостанции:
- AM — 7,
- FM — 62,
- коротковолновых — 3.

Телевизионных станций — 9. 18 региональных ретрансляторов.
Пользователей Интернета — около 900 000.

## Финансовый сектор
Денежной единицей страны является монгольский тугрик. Обменный курс (по состоянию на декабрь 2012 года): 2405 тугриков = 1 доллар США.
Валюту можно обменять в любой гостинице. В большинстве банков можно пользоваться кредитными картами (American Express, VISA, MasterCard и JCB). Также можно пользоваться чеком путешественника (тревел-чеком).
Монгольская фондовая биржа (монг. Монголын хөрөнгийн бирж) — фондовая биржа в Монголии. Открыта в 1991 году.

## Доходы населения
На 2017 год минимальный размер оплаты труда составил 240 000 тугриков в месяц, что составляет 97 долларов США.
Минимальный размер оплаты труда в Монголии — это самая низкая ежемесячная и почасовая оплата труда, что работодатели по закону имеют права выплачивать своим работникам в Монголии. Сумма определяется монгольским правительством.
С 2017 года минимальный размер оплаты труда составляет ₮240 000 в месяц, или $98,75. Рост с последнего увеличения минимально размера оплаты труда в 2013 году составил 25 процентов. В Монголии до 7 % работающего населения получает минимальную заработную плату. 
Средний размер оплаты труда, во втором квартале 2019 года составил ₮1 161 178 ($435,06) (брутто) и ₮936 321 ($350,81) (нетто). С 1 января 2019 года минимальный размер оплаты труда составляет ₮320 000 ($122,7) (брутто) и ₮288 000 ($110,43) (нетто). С 1 января 2020 года минимальный размер оплаты труда составляет ₮420 000 ($160,51) (брутто).  С 1 января 2023 года минимальный размер оплаты труда составляет ₮550 000 ($156,29).
Минимальный размер оплаты труда в таблице указан в брутто, до выплаты налогов.

## История минимального размера оплаты труда в Монголии
| 1 Января 2023   | 550 000 | 156,29 |
| 1 Января 2020   | 420 000 | 160,51 |
| 1 Января 2019   | 320 000 | 124,74 |
| 1 Января 2017   | 240 000 | 98,7   |
| 1 Сентября 2013 | 192 000 | 79,00  |
| 5 Апреля 2011   | 140 400 | 57,7   |
| 1 Января 2008   | 108 000 | 44,44  |
| 1 Октября 2007  | 90 000  | 37     |
| 1 Января 2007   | 69 000  | 28,3   |
| 1 Февраля 2006  | 53 000  | 21,8   |
| 1 Июля 2005     | 42 500  | 17,4   |
| 1 Марта 2004    | 40 000  | 16,4   |
| 1 Января 2003   | 30 000  | 12,3   |
| 1 Октября 2001  | 24 750  | 10,1   |
| 1 Октября 2000  | 18 000  | 7,4    |
| 7 Июля 1998     | 12 000  | 4,9    |
| 1 Января 1997   | 11 900  | 4,8    |
| 1 Января 1995   | 9600    | 3,9    |